# Sidi Khelifa
Sidi Khelifa (em árabe: سيدي خليفة) é uma cidade e comuna localizada na província de Mila, Argélia. Segundo o censo de 2008, a população total da cidade era de 4 746 habitantes.